# Чміль Віктор Анатолійович
Віктор Анатолійович Чміль (1937—2014) — педагог-хореограф Мелітопольського училища культури.

## Біографія
Народився в Одесі. 1956 року в Донбасі почав працювати підземним електрослюсарем.
Закінчив середню та хореографічну школи в Одесі, Одеський культурно-освітній технікум, 1959 року здобув спеціальність «клубний працівник, режисер»
З 1964 року — викладач режисерських та хореографічних дисциплін у Мелітопольському училищі культури.
1965 року закінчив Харківський державний інститут культури за спеціальністю «клубний працівник вищої кваліфікації, режисер театрального колективу».
У 1967 році з його ініціативи в Мелітопольському училищі культури було відкрито хореографічне відділення, яке він і очолив.
Серед найвідоміших вихованок Віктора Чміля — Галина Фокіна, солістка паризького театру-кабаре «Мулен-Руж»; заслужена артистка, актриса театру та кіно Ірина Чериченко, грала у таких фільмах як «Бабій-2», «Не хочу одружуватися!», «Завтра була війна» та інших.

## Сім'я
Дочки — Юніанна (1974 р. н.), юрист; Маріанна (1986 р. н.), випускниця-медалістка мелітопольської гімназії № 10. Онуки — Ілля (1994 р. н.) та Данило (1997 р. н.).

## Нагороди
- Лауреат міжнародного театрального фестивалю (Болгарія, 1980)
- Дипломант Всесоюзного театрального фестивалю (Москва, 1985)
- Лауреат міжнародного театрального фестивалю (Чехія, 1997)

## Публікації
- Чміль В. Танці Запорізького краю в обробці З. Сизоненка. — Мелітополь : Видав. будинок ММД, 2005. — 340 с.(укр.)